# Maxmo
Maxmo (finska: Maksamaa) är en av tre kommundelar i Vörå kommun och en före detta självständig kommun i svenska Österbotten i landskapet Österbotten i Finland, omkring 30 kilometer norr om Vasa. Maxmo hade 1 043 invånare (31.12.2005)  och hade en yta på 148,06 km².
Maxmo var en tvåspråkig kommun med svenska som majoritetsspråk (cirka 90 %) och finska som minoritetsspråk.
Kommunfullmäktigena i Maxmo och grannkommunen Vörå fattade den 23 februari 2006 ett beslut om samgående. Den 1 januari 2007 sammanslogs kommunerna till den nya kommunen Vörå-Maxmo (fi. Vöyri-Maksamaa). 2011 sammanslogs Vörå-Maxmo med Oravais och bildade Vörå kommun.

## Namn
Kommunens officiella namn var Maxmo på svenska och Maksamaa på finska. Kommunens officiella svenska namn ändrades 9 juni 1965 till Maxmo från Maksmo. År 2005 fördes en diskussion om det finska namnet, då det kan översättas till "Leverlandet" på svenska. Huvudförslaget var att även på finska kalla kommunen för Maxmo.

## Historia
- Ortnamnet Maxmo nämns för första gången år 1440 i de medeltida dokument som har bevarats, då med stavningen "Maxima".[4]
- Namnet Kärklax nämns år 1443. Då hölls ting i Karvat, Vörå, och "Anders i Kärklax" satt i nämnden.[5]
- Häradshövding Gustav Slatte höll 1443 ting i Oravais och dömde Olof i Kvimo (Oleff ij Quima) fri från intrång av Teugmobor (Togmabor) på ön Jänessaari (Iänessara).[6]
- Maxmo tillhörde Vörå fram till 1775.
- Fram till år 2003 var Maxmo kommun en enspråkigt svensk kommun.
- Vid Stor Sandviken på Västerö lossades den 31 oktober 1917 en stor mängd vapen från det tyska fartyget S/S Equity. Vapen kom att användas under folket kamp för ett självständigt Finland. Idag kan man besöka platsen där vapenlasten lossades genom att göra en kort vandring efter Västerö vandringsled. Vid platsen finns ett minnesmärke.

## Geografi

### Finlands första världsnaturarv
I juli 2006 utvaldes Kvarkens skärgård till den exklusiva skaran över områden som tillhör Unescos världsnaturarv. Kvarkenområdet ses tillsammans med Höga Kusten i Sverige som ett komplett exempel på landhöjningens inverkan och nu bildar de tillsammans världsnaturarvet Kvarken Archipelago / High Coast.
Maxmos del i världsarvet utgörs av Mickelsörarna som är belägna i Maxmos yttre skärgård och består av över 300 öar.

### Landytan
Tre fjärdedelar av Maxmos yta bestod av hav och sjöar och kommunen var därmed Finlands vattenrikaste. På grund av landhöjningen ökar landarealen med omkring nio hektar om året. Maxmolandet, som tidigare var en ö, är numera sammanvuxen med fastlandet till en halvö.

### Byar
- Brudsund
- Djupsund
- Kvimo
- Kärklax
- Maxmo kyrkby
- Mickelsörarna
- Särkimo
- Teugmo
- Tottesund
- Västerö
- Ölis
- Österö
- Lövsund

## Politik

### Mandatfördelning i Maxmo kommun, valen 1976–2004
| 3 | 14 |

| 3 | 14 |

| 2 | 15 |

| 2 | 15 |

| 2 | 1 | 14 |

| 1 | 1 | 13 |

| 1 | 14 |

| 1 | 12 |

| 7 | 6 |

## Kultur
Jakob Norrgård kommer ifrån Maxmo. 

### Kommunvapnet
| Maxmo kommuns vapen | Maxmos kommunvapen ritades av Gustav von Numers och föreställer en triton hållande i högra handen en fisk och i den vänstra ett klöverblad. |

## Personer från Maxmo
Gustaf Adolf von Numers (1848-1913), skådespelsförfattare 

## Bilder

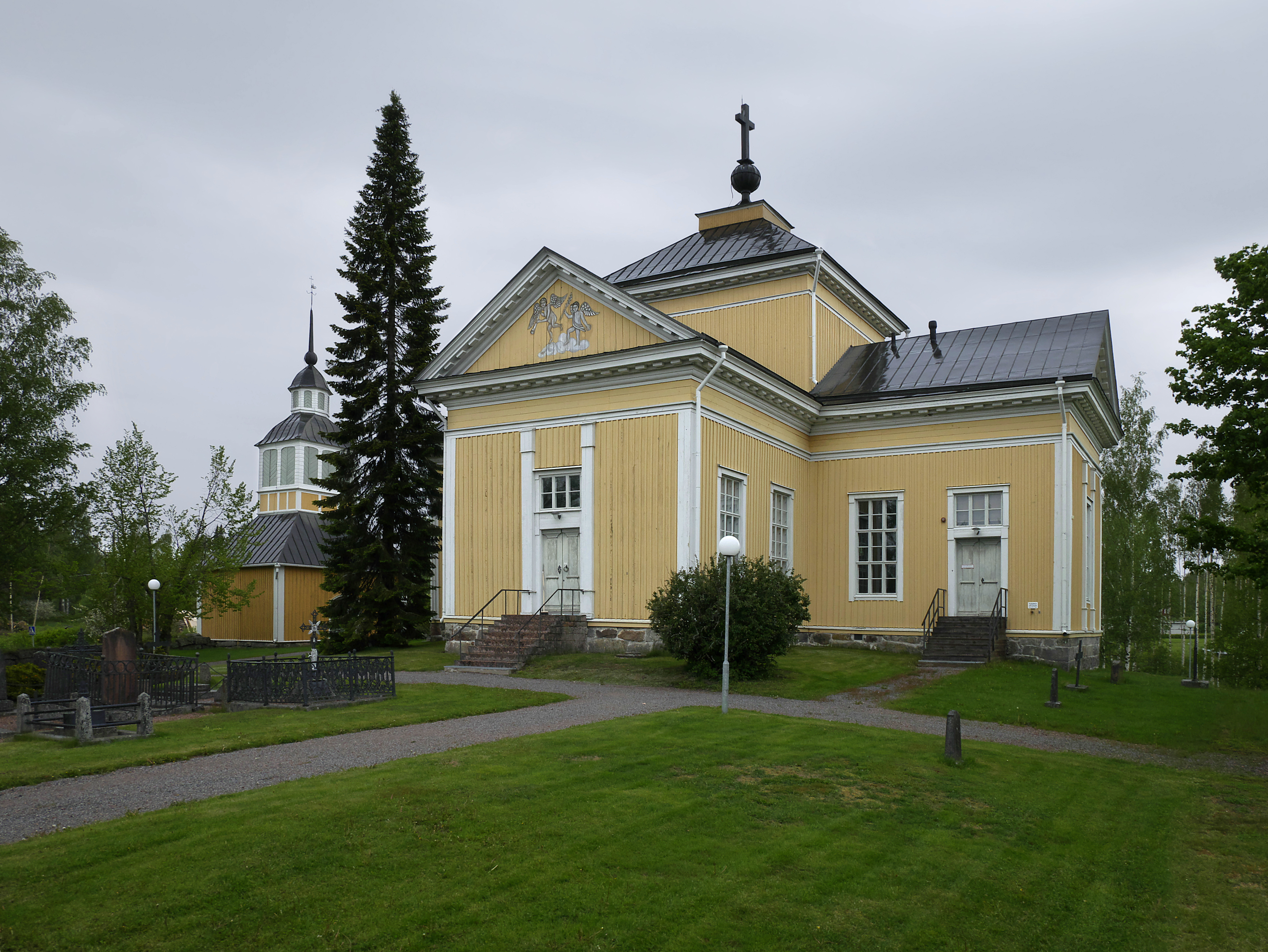
Maxmo kyrka
Vapen för före detta kommunen Vörå-Maxmo
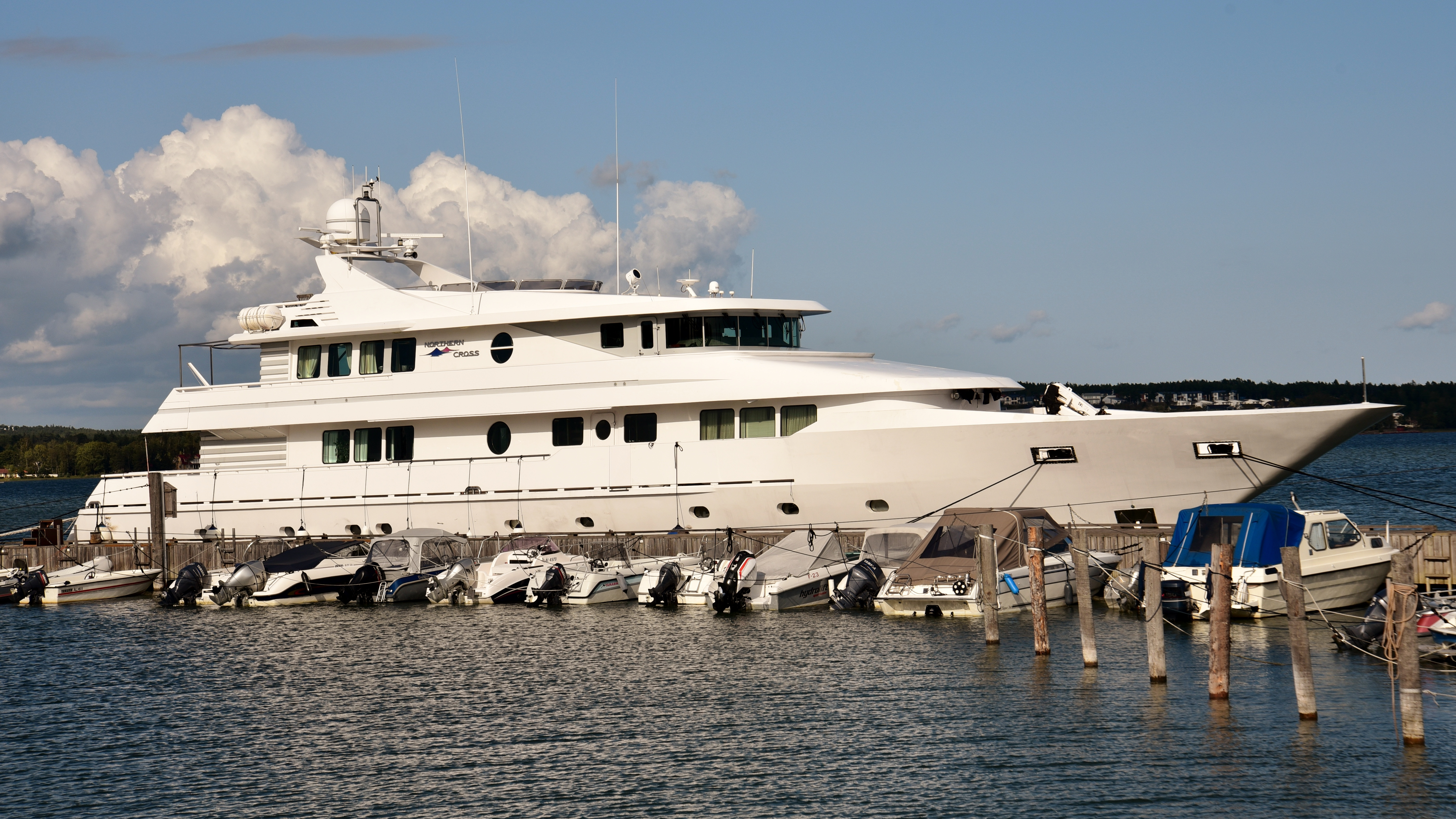
Båt registrerad i Maxmo, som var del i James Bond filmen Goldeneye (1995)